# Libano ai Giochi della XVIII Olimpiade
Il Libano partecipò ai Giochi della XVIII Olimpiade, svoltisi a Tokyo dal 10 al 24 ottobre 1964, con una delegazione di cinque atleti impegnati nella scherma e nel tiro, per un totale di tre competizioni.
Fu la quarta partecipazione di questo paese ai Giochi estivi. Non furono conquistate medaglie.